# مانامبولو
مانامبولو (به لاتین: Manambolo) یک منطقهٔ مسکونی در ماداگاسکار است که در ماروآنت‌سترا واقع شده‌است. مانامبولو ۱۳٬۰۰۰ نفر جمعیت دارد و ۷۳ متر بالاتر از سطح دریا واقع شده‌است.